# Bundeswasserstraße

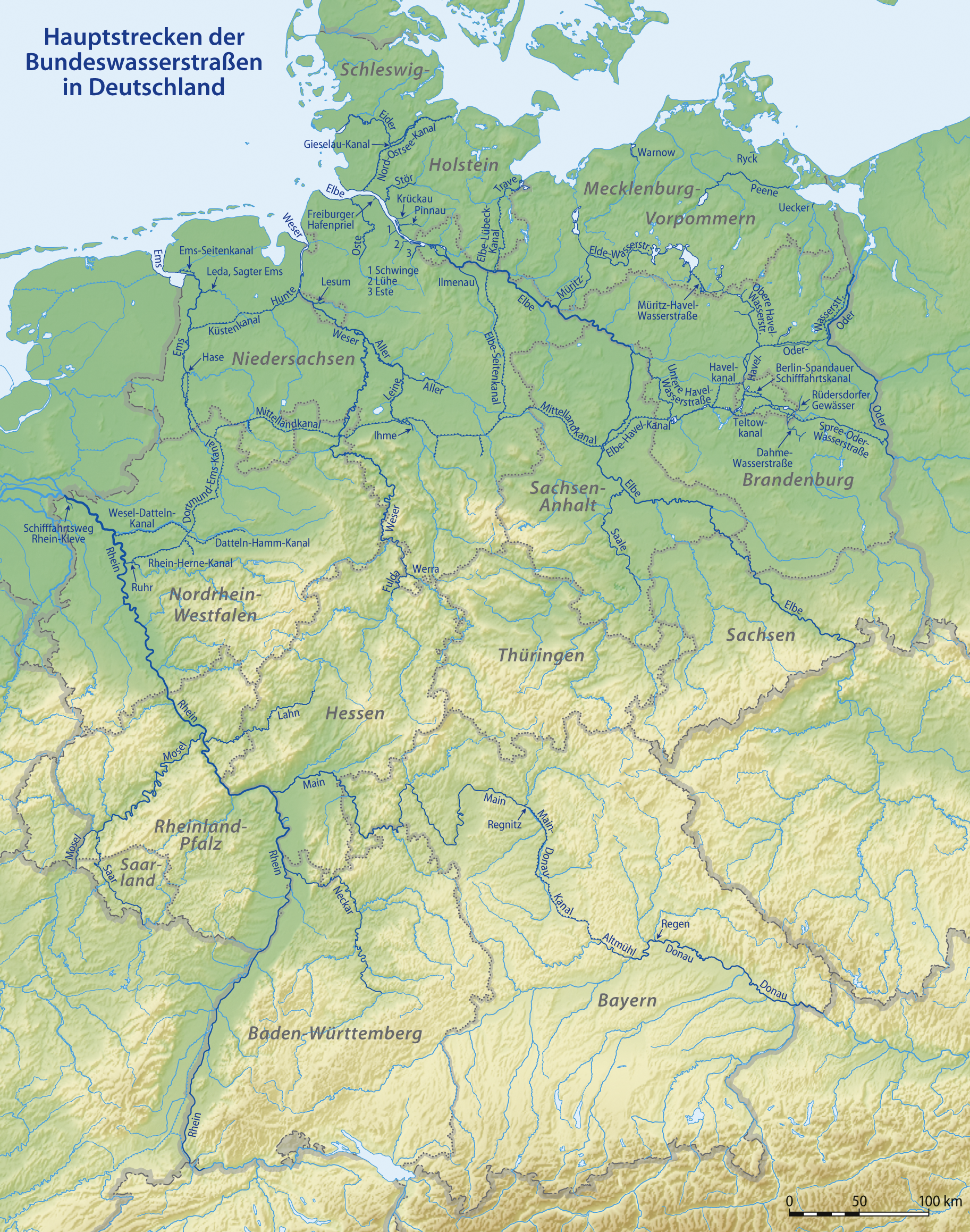
Hauptstrecken der Bundeswasserstraßen in Deutschland

Die deutschen Bundeswasserstraßen sind nach der Legaldefinition wasserwegerechtlich in § 1 des deutschen Bundeswasserstraßengesetzes (WaStrG) die Seewasserstraßen in Gestalt der Küstengewässer sowie dem allgemeinen Verkehr dienenden Binnenwasserstraßen des Bundes (siehe Liste deutscher Binnenwasserstraßen des Bundes). Alle Binnenwasserstraßen, die dem allgemeinen Verkehr dienen, sind in Anhang 1 zum BWaStrG abschließend aufgeführt (Rechtsfiktion). Darüber hinaus stehen auch die sogenannten sonstigen Binnenwasserstraßen des Bundes aus verfassungshistorischen Gründen noch im Eigentum des Bundes, dienen aber nicht dem allgemeinen Verkehr. Auch sie werden zu den Bundeswasserstraßen gezählt.
Die Bundeswasserstraßen sind abzugrenzen von den Binnenwasserstraßen der Länder, die ebenfalls eine allgemeine, meist aber nachgeordnete Verkehrsfunktion erfüllen können.

## Geschichte
Ursprünglich war zur Zeit des Deutschen Reichs die Wasserverwaltung und auch die Gesetzgebung im Wasserrecht alleinige Aufgabe und Kompetenz der Länder. Art. 97 der Weimarer Reichsverfassung sah 1919 vor, dass das Deutsche Reich die „dem allgemeinen Verkehre dienenden Wasserstraßen in sein Eigentum und seine Verwaltung“ übernehmen sollte. Das Reich und die Länder einigten sich im Staatsvertrag betreffend den Übergang der Wasserstraßen von den Ländern auf das Reich, vom Reichstag als Gesetz beschlossen durch Reichsgesetz vom 29. Juli 1921 (RGBl. S. 961), welche Wasserstraßen dies sein sollten; die damit zu Reichswasserstraßen erklärten Wasserstraßen gingen mit Wirkung vom 1. April 1921 aus dem Eigentum der jeweiligen Länder in das Eigentum des Reichs über. Auch im Deutschen Reich nach 1919 lag der Schwerpunkt der Kompetenzen über das Wasser bei den Ländern. Das neu begründete Eigentum des Reichs an den Reichswasserstraßen war daher ausschließlich funktionsbezogen auf ihre verkehrliche Nutzung, darüber hinaus behielten sich die Länder im Staatsvertrag umfangreiche Nutzungsrechte vor, die von der Verkehrsfunktion unabhängig waren.
Nach Artikel 89 Absatz 1 GG ist mit Inkrafttreten des Grundgesetzes die Bundesrepublik Deutschland Eigentümerin der bisherigen Reichswasserstraßen geworden, die gemäß Artikel 89 Absatz 2 GG gemeinsam mit den später hinzutretenden, insbesondere neu gebauten, Wasserstraßen des Bundes als Bundeswasserstraßen unmittelbar durch den Bund verwaltet werden. Erst 1968 wurde dann das Recht der Bundeswasserstraßen umfassend im WaStrG kodifiziert. Das WaStrG übernahm dabei im Ausgleich der unterschiedlichen Interessen des Bundes und der Länder in noch weiterem Umfang als der Staatsvertrag von 1921 den Grundsatz, dass der Bund zwar privater Eigentümer der Bundeswasserstraßen ist, dass er dieses Eigentum aber im Wesentlichen verkehrsbezogen nutzt. An den Seewasserstraßen und den Mündungstrichtern der Binnenwasserstraßen des Bundes setzten die Länder im Gesetzgebungsverfahren über den Bundesrat weitreichende Nutzungsbefugnisse durch, soweit dadurch nicht die Verkehrsfunktion der Seewasserstraßen beeinträchtigt wird.
Nach Vollendung der staatlichen Einheit Deutschlands am 3. Oktober 1990 kamen neben der Anwendung des Artikels 89 GG im Rahmen der Verordnung des Bundesministerium für Verkehr vom 13. November 1990 (BGBl. I S. 2524) neue Bundeswasserstraßen auf dem Gebiet der ehemaligen DDR hinzu.

## Bundeswasserstraßen nach Bundeswasserstraßengesetz (WaStrG)
§ 1 WaStrG Binnenwasserstraßen, Seewasserstraßen
(1) Bundeswasserstraßen nach diesem Gesetz sind
1. die Binnenwasserstraßen des Bundes, die dem allgemeinen Verkehr dienen; als solche gelten die in der Anlage 1 aufgeführten Wasserstraßen;[7] dazu gehören auch alle Gewässerteile, die
a) mit der Bundeswasserstraße in ihrem Erscheinungsbild als natürliche Einheit anzusehen sind,
b) mit der Bundeswasserstraße durch einen Wasserzu- oder -abfluss in Verbindung stehen,
c) einen Schiffsverkehr mit der Bundeswasserstraße zulassen und
d) im Eigentum des Bundes stehen.
2. die Seewasserstraßen.

(2) Seewasserstraßen sind die Flächen zwischen der Küstenlinie bei mittlerem Hochwasser oder der seewärtigen Begrenzung der Binnenwasserstraßen und der seewärtigen Begrenzung des Küstenmeeres. Zu den Seewasserstraßen gehören nicht die Hafeneinfahrten, die von Leitdämmen oder Molen ein- oder beidseitig begrenzt sind, die Außentiefs, die Küstenschutz-, Entwässerungs-, Landgewinnungsbauwerke, Badeanlagen und der trockenfallende Badestrand.
(3) Soweit die Erfüllung der Verwaltungsaufgaben des Bundes nicht beeinträchtigt wird, kann das jeweilige Land das Eigentum des Bundes an den Seewasserstraßen und an den angrenzenden Mündungstrichtern der Binnenwasserstraßen unentgeltlich nutzen,
1. wenn die Nutzung öffentlichen Interessen dient, insbesondere zur Landgewinnung, Boden- oder Wasserentnahme, Errichtung von Hafenanlagen, zu Maßnahmen für den Küstenschutz und für den Wasserabfluss sowie für die Durchführung des Badebetriebes,
2. zur Ausübung des Jagdrechts, der Muschelfischerei, der Schillgewinnung, der Landwirtschaft sowie der aus dem Eigentum sich ergebenden Befugnisse zur Nutzung von Bodenschätzen.

Das Land wird Eigentümer der nach Nummer 1 gewonnenen Land- und Hafenflächen und errichteten Bauwerke. Es kann die Nutzungsbefugnisse nach Nummer 1 und 2 im Einzelfall auf einen Dritten übertragen. Rechte Dritter bleiben unberührt.
(4) Zu den Bundeswasserstraßen gehören auch
1. die bundeseigenen Schifffahrtsanlagen, besonders Schleusen, Schiffshebewerke, Wehre, Schutz-, Liege- und Bauhäfen sowie bundeseigene Talsperren, Speicherbecken und andere Speisungs- und Entlastungsanlagen,
2. die ihrer Unterhaltung dienenden bundeseigenen Ufergrundstücke, Bauhöfe und Werkstätten.

(5) Das Bundesministerium für Verkehr, Bau und Stadtentwicklung wird vorbehaltlich des § 2 ermächtigt, die Anlage 1 durch Rechtsverordnung mit Zustimmung des Bundesrates so zu ändern, dass dort aufgeführte Bundeswasserstraßen ganz oder teilweise zusammengefasst oder getrennt, Bezeichnungen für sie festgesetzt oder geändert werden.

## Sonstige Binnenwasserstraßen des Bundes
Eine Reihe von Wasserstraßen, die nach Artikel 89 Absatz 1 GG Wasserstraßen des Bundes sind, jedoch nicht dem allgemeinen Verkehr dienen und deshalb in der Anlage 1 des Bundeswasserstraßengesetzes (WaStrG) nicht aufgeführt sind, werden als „sonstige Binnenwasserstraßen des Bundes“ bezeichnet. Dabei handelt es sich im Wesentlichen um frühere Reichswasserstraßen, die das Reich aufgrund des Staatsvertrags von 1921 in sein Eigentum übernommen hatte und die damit später in das Eigentum des Bundes übergegangen sind, die aber nicht (mehr) dem allgemeinen Verkehr dienen.
Für sie gilt das wegerechtliche WaStrG nicht, da die entsprechende konkurrierende Gesetzgebungskompetenz des Bundes nur für Binnenwasserstraßen gilt, die dem allgemeinen Verkehr dienen. Jedoch gilt auch auf diesen Wasserstraßen u. a. die Binnenschifffahrtsstraßen-Ordnung des Bundes als Verkehrsrecht. Daraus folgt zugleich, dass der Bund die sonstigen Binnenwasserstraßen des Bundes als Verkehrswege zwar selbst verwaltet, mangels einer eigenen Gesetzgebungskompetenz aber auf die gesetzesfreie Verwaltung beschränkt ist, also auf Verwaltungshandeln, das nicht dem Vorbehalt des Gesetzes unterliegt.

## Zuständigkeiten
Die Verwaltung der Bundeswasserstraßen obliegt der Wasserstraßen- und Schifffahrtsverwaltung des Bundes (WSV) im Geschäftsbereich des Bundesministeriums für Verkehr und digitale Infrastruktur.